# Heyndrickxia coagulans
Heyndrickxia coagulans ( anteriormente Bacillus coagulans) es una especie de bacterias Bacillus que pueden contaminar conservas alimenticias y le dan un gusto ácido llano. Este incluye la comida que es normalmente demasiado ácida para la mayor parte de bacterias; el B. coagulans puede crecer en un pH tan bajo como 4.2.
- Datos: Q2603895
- Multimedia: Bacillus coagulans / Q2603895
- Especies: Bacillus coagulans